# Sebastião Macalé
Sebastião Macalé Caciano Cassimiro (Goiânia, 13 de novembro de 1945) é um ex-futebolista brasileiro que atuava como zagueiro. O ex-zagueiro está na lista de principais jogadores do Alviverde. Atualmente é advogado.

## No Goiás E.C.
Fez parte da equipe conquistou o seu primeiro título no Campeonato Goiano, comandado pelos zagueiros Macalé e Japonês, o Goiás E.C. fez uma campanha memorável, em que perdeu apenas um jogo, erguendo a taça pela primeira vez, um gesto que se repetiria 23 vezes nas décadas seguintes, transformando o clube no maior vencedor de Goiás e da região Centro-Oeste. É o zagueiro mais admirado na história do Goiás. Só no Campeonato Brasileiro foram 118 jogos - 41 vitórias, 44 empates e 33 derrotas. Ele disputou sete edições da competição. Fez parte do time que em 1966 ganhou o primeiro título de campeão goiano. Em 1982 foi citado no escândalo da Máfia da Loteria Esportiva.

## No XV de Piracicaba
Em 1969, apareceu em Goiânia um olheiro do XV de Piracicaba que me fez uma boa oferta financeira para ir jogar no interior de São Paulo.Em 1971, Ditão, zagueiro do Corinthians, sofreu uma contusão e acabou afastado do time. Macalé foi o primeiro nome cogitado para substituir o jogador. Mas as negociações com o XV não foram bem sucedidas. O acordo desceu pelo ralo e, com ele, as esperanças de Macalé ganhar projeção para, quem sabe, ser escalado à Seleção Brasileira. Outras ofertas de grandes times, como Vasco da Gama, Botafogo-RJ e Portuguesa, também foram rejeitadas pelo XV de Piracicaba.
Quando o Luís Carlos quebrou a perna em uma jogada, o Corinthians novamente recorreu à zaga do XV. Mas, desta vez, o time liberou Ademir Gonçalves. Se sentindo frustrado por ter sua ida para o Corinthians barrada, Macalé procurou a direção do time para anunciar que permaneceria apenas até o fim do ano.

## Vida Pós futebol
Formou-se em Direito e chegou a presidir a OAB-GO em 2015. Foi vereador em Goiânia por dois mandatos de 1976 a 1988.

## Títulos
Goiás
- Campeonato Goiano: 1966, 1975 e 1976